# Почетни граждани на Копривщица
Списък с граждани на град Копривщица, удостоени със званието „Почетен“.
Удостояването с почетното звание в град Копривщица за пръв път се извършва през 2000 година в чест на 125 годишнината от Априлското въстание от 1876 г. На свое заседание Общинският съвет, проведено на 2 ноември 2000 г. учредява статута и приема процедура по предложение на постоянната комисия по култура, образование, религия, културно и историческо наследство, спорта и туризма. Тържествените церемонии по обявяването се извършват в деня на Копривщица – втори май, по време на традиционните празници по случай на годишнината на събитията от 1876 година. На тези церемонии пред гражданството и гостите на града на удостоените лица или в случай, когато това е посмъртно – на техните наследници се връчва грамота и почетен плакет във вид на символичен ключ на града.

## Списък
| №  | Година           | Име                           | Бележки                               |
| -- | ---------------- | ----------------------------- | ------------------------------------- |
| 1  | 2 ноември 2000   | Живко Стоянов Сталев          | решение № 90                          |
| 2  | 2 ноември 2000   | Марин Русев Механджиев        | решение № 90                          |
| 3  | 11 ноември 2001  | Иван Косев Жерков             | решение № 121                         |
| 4  | 11 ноември 2001  | Иван Петков Кесяков           | решение № 121                         |
| 5  | 5 септември 2003 | Нончо Драгиев Воденичаров     | решение № 260                         |
| 6  | 25 април 2007    | Цоньо Василев Неделкин        | решение № 357                         |
| 7  | 25 април 2007    | Филип Андреев Кривиралчев     | решение № 358                         |
| 8  | 14 март 2008     | Георги Николов Гайтанеков     | решение № 58                          |
| 9  | 14 март 2008     | Георги Кръстев Златарев       | решение № 58                          |
| 10 | 14 март 2008     | Кирил Филипов Палавеев        | решение № 58                          |
| 11 | 30 май 2008      | Райна Личова Каблешкова       | решение № 83                          |
| 12 | 14 март 2008     | Стефан Василев Беязов         | решение № 58                          |
| 13 | 14 март 2008     | Янчо Веселинов Стоичков       | решение № 58                          |
| 14 | 30 април 2009    | Бобе Рашков Доросиев          | решение № 189                         |
| 15 | 23 април 2010    | Димитър Георгиев Пиронков     | решение № 305                         |
| 16 | 23 април 2010    | Петър Атанасов Геов           | решение № 304                         |
| 17 | 29 март 2013     | Петко Стойчев Каравелов       | решение № 223 – посмъртно             |
| 18 | 30 април 2014    | Петко Теофилов Петков         | решение № 383 – посмъртно             |
| 19 | 19 февруари 2015 | Драгоя Стефанов Татарлиев     | решение № 498 – посмъртно             |
| 20 | 31 март 2016     | Виргиния Стойчева Матеева     | решение № 71                          |
| 21 | 27 април 2017    | Добрин Петров Иванов          | решение № 178                         |
| 22 | 29 април 2021    | Райна Димитрова Кацарова      | решение № 169 – посмъртно             |
| 23 | 28 април 2022    | Кирил Рашков Палавеев         | решение № 263                         |
| 24 | 28 март 2024     | Дамян Станьов Брайков         | решение № 62 – посмъртно              |
| 25 | 2018             | Екатерина Богомирова Ослекова | заслужил гражданин на Софийска област |
| 26 |                  | Недко Дончов Каблешков        | – посмъртно                           |
| 27 |                  | Недельо Атанасов Меслеков     |                                       |